# Кубок Уельсу з футболу 2024—2025
Кубок Уельсу з футболу 2024–2025 — 137-й розіграш кубкового футбольного турніру в Уельсі. Титул вдесяте здобув Нью-Сейнтс.

## Календар
| Раунд                        | Дата                 | Матчі | Клуби     |
| ---------------------------- | -------------------- | ----- | --------- |
| Перший кваліфікаційний раунд | 26–27 липня 2024     | 93    | 249 → 156 |
| Другий кваліфікаційний раунд | 23–24 серпня 2024    | 56    | 156 → 100 |
| Перший раунд                 | 20–21 вересня 2024   | 36    | 100 → 64  |
| 1/32 фіналу                  | 18–26 жовтня 2024    | 32    | 64 → 32   |
| 1/16 фіналу                  | 15–16 листопада 2024 | 16    | 32 → 16   |
| 1/8 фіналу                   | 13–15 грудня 2024    | 8     | 16 → 8    |
| 1/4 фіналу                   | 14–15 лютого 2025    | 4     | 8 → 4     |
| 1/2 фіналу                   | 15–16 березня 2025   | 2     | 4 → 2     |
| Фінал                        | 4 травня 2025        | 1     | 2 → 1     |

## 1/16 фіналу
| №  | Господар                            | Рахунок       | Гості                      |
| -- | ----------------------------------- | ------------- | -------------------------- |
| 1  | Кардіфф Метрополітен Юніверсіті (1) | 1:3           | Нью-Сейнтс (1)             |
| 2  | Карау Елі (2)                       | 8:1           | Роджерстоун (4)            |
| 3  | Трефелін (2)                        | 1:2           | Коннас-Кі Номадс (1)       |
| 4  | Колвін-Бей (2)                      | 2:1           | Ратін Таун (2)             |
| 5  | Кайрсус (2)                         | 2:1           | Бангор 1876 (2)            |
| 6  | Лланрвст Юнайтед (3)                | 0:3           | Денбай Таун (2)            |
| 7  | Пенідаррен (4)                      | 2:2 пен. 3:4  | Кармартен Таун (2)         |
| 8  | Ейрбас (2)                          | 7:1           | Гойтр (3)                  |
| 9  | Флінт Таун Юнайтед (1)              | 2:2 пен. 2:4  | Бала Таун (1)              |
| 10 | Амманфорд (2)                       | 1:1 пен. 9:10 | Гейверфордвест Каунті (1)  |
| 11 | Молд Александра (2)                 | 2:1           | Британ Феррі Ллансавел (1) |
| 12 | Кембріан Юнайтед (2)                | 3:2           | Лландидно (2)              |
| 13 | Голігед Готсупр (3)                 | 0:0 пен. 5:4  | Трерддур-Бей (3)           |
| 14 | Лланукллін (3)                      | 3:0           | Свонсі Юніверсіті (3)      |
| 15 | Лланеллі Таун (2)                   | 4:0           | Пілл (4)                   |
| 16 | Аван Лідо (2)                       | 1:1 пен. 6:5  | Моррістон Таун (3)         |

## 1/8 фіналу
| № | Господар                  | Рахунок      | Гості                |
| - | ------------------------- | ------------ | -------------------- |
| 1 | Аван Лідо (2)             | 0:0 пен. 1:3 | Кембріан Юнайтед (2) |
| 2 | Нью-Сейнтс (1)            | 4:1          | Колвін-Бей (2)       |
| 3 | Гейверфордвест Каунті (1) | 0:2          | Лланеллі Таун (2)    |
| 4 | Кармартен Таун (2)        | 0:0 пен. 4:3 | Голігед Готсупр (3)  |
| 5 | Денбай Таун (2)           | 7:1          | Лланукллін (3)       |
| 6 | Карау Елі (2)             | 1:0          | Бала Таун (1)        |
| 7 | Ейрбас (2)                | 2:0          | Кайрсус (2)          |
| 8 | Коннас-Кі Номадс (1)      | 1:0          | Молд Александра (2)  |

## 1/4 фіналу
| № | Господар             | Рахунок | Гості                |
| - | -------------------- | ------- | -------------------- |
| 1 | Денбай Таун (2)      | 0:1     | Лланеллі Таун (2)    |
| 2 | Карау Елі (2)        | 0:2     | Коннас-Кі Номадс (1) |
| 3 | Нью-Сейнтс (1)       | 5:0     | Ейрбас (2)           |
| 4 | Кембріан Юнайтед (2) | 3:1     | Кармартен Таун (2)   |

## 1/2 фіналу
| № | Господар             | Рахунок | Гості             |
| - | -------------------- | ------- | ----------------- |
| 1 | Кембріан Юнайтед (2) | 0:5     | Нью-Сейнтс (1)    |
| 2 | Коннас-Кі Номадс (1) | 2:1     | Лланеллі Таун (2) |

## Фінал
| 4 травня 2025 18:00 (EEST) |

| Коннас-Кі Номадс | 1:2      | Нью-Сейнтс             |
| ---------------- | -------- | ---------------------- |
| Пул 7'           | Протокол | Голден 17' Вільямс 54' |

| Родні Парад, Ньюпорт Арбітр: Том Оуен |